# Fogo (ort)
Fogo är en ort i Kanada.   Den ligger i provinsen Newfoundland och Labrador, i den östra delen av landet, 1 700 km öster om huvudstaden Ottawa. Fogo ligger 1 meter över havet och antalet invånare är 748.
Terrängen runt Fogo är platt. Havet är nära Fogo åt nordväst. Trakten är glest befolkad. Närmaste större samhälle är Joe Batt's Arm-Barr'd Islands-Shoal Bay, 7,2 km öster om Fogo. 

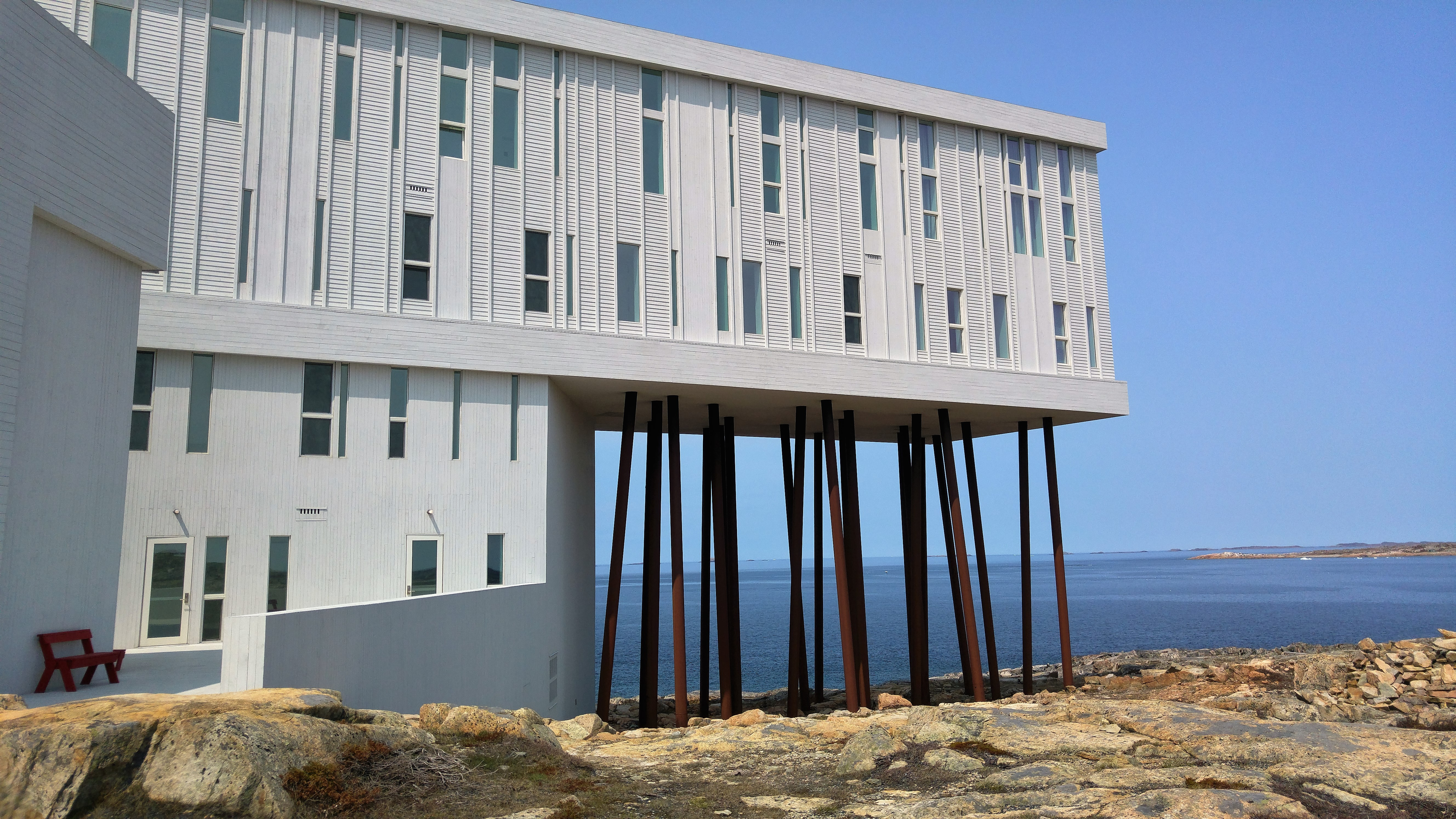
Fogo Island Inn